# Paroisse de Queensbury
La paroisse de Queensbury est à la fois une paroisse civile et un ancien district de services locaux (DSL) canadien du comté d'York, au Nouveau-Brunswick. Dans le cadre de la réforme de la gouvernance locale du 1er janvier 2023, le territoire du DSL a été réparti entre les communautés rurales de Central York et Nackawic-Millville .

## Toponymie

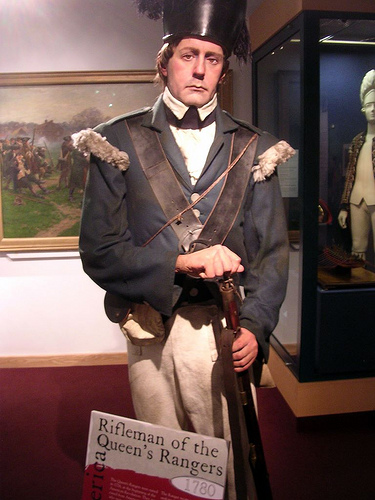
L'uniforme des Queen's Rangers.

Queensbury est nommé ainsi en l'honneur des Queen's Rangers, un régiment Loyaliste qui s'établit ici.
La paroisse comprend les hameaux de Lower Caverhill, Upper Caverhill, Day Hill, Granite Hill, Upper Hainesville, Lower Line Queensbury, McNallys, Murches, Lower Queensbury, Upper Queensbury, Scotch Lake, Sleeps Hill, Springfield, Staples Settlement et Wiggins Mill. À noter que Middle Hainesville est séparé avec la paroisse de Bright. Bear Island, Greenlaw Settlement, Milltown Settlement et Queensbury ont disparu.
Lower Caverhill et Upper Caverhill sont nommés ainsi en l'honneur du Dr William Caverhill, l'un des fondateurs,. Granite Hill s'appelait à l'origine Nigger Hill parce que R. Armstrong, l'un des résidents, possédait des esclaves. Les noms de Middle Hainesville et Upper Hainesville rendent hommage à Richard Hayne (1804-1874), gérant de la New Brunswick and Nova Scotia Land Company de 1836 à 1849. Les fondateurs faisaient partie de la famille Hains. Les noms de Lower Queensbury, Lower Line Queensbury et Upper Queensbury ont la même origine que celui de la paroisse et font référence à leur position géographique. McNallys est nommé ainsi en l'honneru de son premier maître des postes, A.C. McNally. Le hameau a déjà porté les noms de McNallys Ferry et de Mazeralls Ferry. Murches est aussi nommé en l'honneur de son premier maître des postes, J.H. Murch. Le nom de Scotch Lake rend hommage à ses fondateurs écossais. Il se peut que Sleeps Hill soit nommé en l'honneur de William Sleeps, l'un des premiers habitants. Stapples rend probablement hommage à l'un de ses premiers résidents, Peleg Staples. Wiggins Mills est probablement nommé ainsi en l'honneur de C.C. Wiggins, son premier maître des postes.
L'origine des noms de Day Hill et de Scotch Lake n'est pas connue.

## Géographie

### Villages et hameaux
Upper Queensbury est situé au bord du fleuve, le long de la route 105 à 2,5 km à l'est de Nackawic. Day Hill, Granite Hill, Lower Queensbury s'étendent successivement sur 24 km le long du fleuve jusqu'au coude de Scoodawabscook. Bear Island était situé en face, dans le fleuve. McNallys est situé le long de la même route mais après le coude, à 3 km à l'est de Lower Queensbury. Murches est situé près de Lower Queensbury. Lower Line Queensbury est bâti à 3 km au nord-est de McNallys.
Upper Caverhill se trouve à la jonction des routes 610 et 615, à 8 km au nord de Upper Queensbury. Il comprenait autrefois Greenlaw Settlement et Milltown Settlement. Lower Caverhill est situé 3,2 km au sud-est, le long de la route 615. Lower Caverhill comprend l'ancien établissement de Queensbury. Springfield se trouve 5 km plus loin au sud-est. Scotch Lake est situé 19 km à l'est d'Upper Queensbury, au bord du lac Scotch. Il est accessible par le chemin Allen via la route 615.
Sleeps Hill se trouve le long de la route 610, à 10 km au nord-est d'Upper Queensbury. Upper Hainesville est situé 2 km plus au nord, à l'intersection de la route 610 et de la route 104. Middle Hainesville se trouve 5,5 km à l'est, à l'intersection de la route 104, du chemin Grub et du chemin Wiggins Mills. Stapples Settlement est bâti à un kilomètre au sud, le long du chemin Wiggins Mills. Wiggins Mills lui-même se trouve 2 km plus au sud, au bord du ruisseau Mactaquac.

## Histoire
Les berges du fleuve sont colonisées par des régiments loyalistes démobilisés: les Queen's Rangers, les New York Volunteers et le Royal Guides and Pionniers. L'arrière-pays est colonisé par la suite de l'expansion des premières localités, par des immigrants écossais et par des établissements dirigés par la New Brunswick and Nova Scotia Land Company.
Plusieurs propriétés sont détruites lors de l'embâcle de glace d'avril 1789. Lower Caverhill et Upper Caverhill sont fondés en 1820 par le docteur Caverhill et plusieurs familles originaires du sud de l'Écosse. Scotch Lake est fondé la même année par six familles de Roxburgh et de Dumfries, en Écosse. Springfield est fondé en 1842 par la New Brunswick and Nova Scotia Land Company et peuplé par des gens de Keswick Ridge. Lower, Middle, Central et Upper Hainesville sont fondés par la New Brunswick and Nova Scotia Land Company vers 1850 et peuplé de gens originaires de la vallée de la rivière Keswick ou d'autres localités des environs.
La municipalité du comté de York est dissoute en 1966. La paroisse de Queensbury devient un district de services locaux en 1967.
Le hameau de Bear Island est exproprié lors de la construction du barrage de Mactaquac en 1967. L'île Bear et la Grande île Bear sont inondées à la suite de la montée du niveau d'eau. Le traversier de McNalys a été en opération jusqu'en 1967.

## Démographie
D'après le recensement 2021 de Statistique Canada, la paroisse compte 1237 habitants (soit +5,4% par rapport à 2016) et 579 logements privés, a une superficie de 294,35 km² et une densité de population de 4,2 habitants au km².
| 2001  | 2006  | 2011  | 2016  | 2021  |
| ----- | ----- | ----- | ----- | ----- |
| 1 223 | 1 215 | 1 272 | 1 174 | 1 237 |

## Économie
Entreprise Central NB, membre du Réseau Entreprise, a la responsabilité du développement économique.

## Administration

### Commission de services régionaux
La paroisse de Queensbury fait partie de la Région 11, une commission de services régionaux (CSR) devant commencer officiellement ses activités le 1er janvier 2013. Contrairement aux municipalités, les DSL sont représentés au conseil par un nombre de représentants proportionnel à leur population et leur assiette fiscale. Ces représentants sont élus par les présidents des DSL mais sont nommés par le gouvernement s'il n'y a pas assez de présidents en fonction. Les services obligatoirement offerts par les CSR sont l'aménagement régional, l'aménagement local dans le cas des DSL, la gestion des déchets solides, la planification des mesures d'urgence ainsi que la collaboration en matière de services de police, la planification et le partage des coûts des infrastructures régionales de sport, de loisirs et de culture; d'autres services pourraient s'ajouter à cette liste.

### Représentation et tendances politiques
Nouveau-Brunswick: Queensbury fait partie de la circonscription provinciale de York-Nord, qui est représentée à l'Assemblée législative du Nouveau-Brunswick par Kirk MacDonald, du Parti progressiste-conservateur. Il fut élu pour la première fois lors de l'élection générale de 1999 puis réélu à chaque fois depuis, la dernière fois en 2010.
 Canada: Queensbury fait partie de la circonscription électorale fédérale de Tobique—Mactaquac, qui est représentée à la Chambre des communes du Canada par Michael Allen, du Parti conservateur. Il fut élu lors de la 39e élection générale, en 2006, et réélu en 2008.

## Vivre dans la paroisse de Queensbury
Le DSL est inclus dans le territoire du sous-district 10 du district scolaire Francophone Sud. Les écoles francophones les plus proches sont à Fredericton alors que les établissements d'enseignement supérieurs les plus proches sont dans le Grand Moncton.
Les détachements de la Gendarmerie royale du Canada les plus proches sont à Nackawic ou à Keswick Ridge. Le bureau de poste le plus proche est quant à lui à Nackawic.
Les anglophones bénéficient des quotidiens Telegraph-Journal, publié à Saint-Jean, et The Daily Gleaner, publié à Fredericton. Ils ont aussi accès au bi-hebdomadaire Bugle-Observer, publié à Woodstock. Les francophones ont accès par abonnement au quotidien L'Acadie nouvelle, publié à Caraquet, ainsi qu'à l'hebdomadaire L'Étoile, de Dieppe.

## Culture

### Personnalités
- William George Clark (1865-1948), homme politique, né à Queensbury ;
- Daniel Morehouse (1758-1835), meunier, soldat, officier de milice, fonctionnaire et juge de paix, mort à Queensbury.